# Ажюстёр

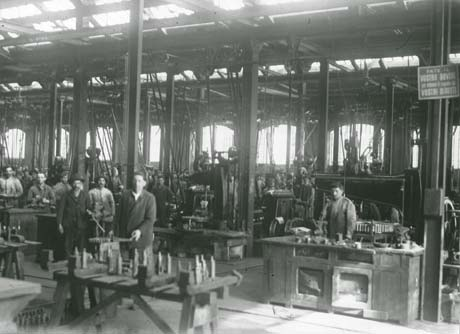
Рабочие-ажюстёры в цехе итальянского машиностроительного завода

Ажюстёр (фр. ajusteur, от ajuster — делать правильным, приводить в порядок) — в применении к европейской промышленности XIX века механик или мастеровой, занимавшийся преимущественно сбором отдельных частей технического узла в единый механизм и его запуском, то есть работой, требующей особого искусства, точности, внимания и соображения.
В XIX веке профессия ажюстёра соответствовала русскому подмастерью, в XX веке — наладчику.